# روبرت لي باركر
روبرت لي باركر (بالإنجليزية: Robert Lee Barker)‏ هو عالم اجتماع أمريكي، ولد في 1937.